# هراکلیون
شهر هِراکلیون در استان کرت، در کشور یونان واقع شده‌است که دارای جمعیت ۱۴۰٬۳۵۷  نفر می‌باشد.